# Сельваджи, Рито
Рито Сельваджи (итал. Rito Selvaggi; 22 мая 1898, Нойкаттаро — 19 мая 1972, Рапалло) — итальянский композитор, дирижёр и музыкальный педагог.
С 1910 г. учился в Консерватории Пезаро у Амилькаре Дзанеллы, с 14-летнего возраста концертировал по Италии, особенно с произведениями Клода Дебюсси и Игнаца Падеревского. С 1913 г. продолжил обучение под руководством Ферруччо Бузони, в том же году дебютировал в Париже.
В 1915—1918 гг. служил в итальянской армии. После демобилизации посвятил себя преимущественно дирижированию. До 1922 г. работал в парижском Театре на Елисейских полях, затем на протяжении четырёх сезонов гастролировал по всему миру, включая СССР, США, Японию и Австралию. В 1929—1943 гг. музыкальный руководитель радио EIAR, в этом качестве стоял у истоков Симфонического оркестра Итальянского радио в Турине. Одновременно в 1934 г. представил на конкурс Пармской консерватории учебное пособие «Принципы оркестровки» (итал. Principi di Orchestrazione) и по итогам конкурса занял в консерватории кафедру композиции. В 1938—1941 гг. директор Палермской консерватории. В 1956 г. вернулся в Пармскую консерваторию как директор и возглавлял её до 1959 г., в 1959—1963 гг. (с перерывом) директор Консерватории Пезаро. Последние годы жизни провёл уединённо на своей вилле в Дзоальи.
Среди важнейших произведений Сельваджи — опера «Майский праздник в Венеции» (итал. La maggiolata veneziana; 1929), впервые представленная в неаполитанском театре «Сан-Карло» с участием тенора Анджело Мингетти. Ему принадлежат также пять ораторий, в том числе «Святая Екатерина Сиенская» (1947), скрипичный и виолонченльный концерты, разнообразные транскрипции.